# Zoe Carides
Zoe Carides es una actriz y directora australiana, más conocida por haber interpretado a Pia Jones en la serie Out of the Blue y a Sonia Kapek en la serie G.P.

## Biografía
Es hija de padre griego y madre inglesa, tiene dos hermanas: la actriz Gia Carides y la cantautora Danielle Carides.
Tiene como pareja al músico John Encarnacao. Tiene una hija llamada Paris Carides de una relación anterior.

## Carrera
En agosto de 2002 presentó su primera exposición individual de pinturas en Sídney, Australia.
En 1994 apareció en un episodio de la serie policíaca Police Rescue  donde interpretó a la oficial de la policía Lorrie "Flash" Gordon.
En 1995 se unió al elenco de la serie G.P. donde interpretó a la doctora Sonia Kapek hasta el final de la serie en 1996. Ese mismo año interpretó a Katy Connor, la hermana de Susy Connor	(Gia Carides) en la película Brilliant Lies.
En 1999 apareció como invitada en la serie Murder Call donde interpretó a la doctora Constance Young.
En el 2000 apareció como invitada en varios episodios de la serie médica All Saints donde interpretó a Sarah Adams hasta el 2001, anteriormente había aparecido por primera vez en la serie en el 2006 donde interpretó a Jilly Winters en el episodio "Moment of Faith" y a Sandra Dyer durante el episodio "Careful What You Wish For" en el 2008. 
En el 2008 interpretó a Pia Jones en la serie Out of the Blue.

## Filmografía

### Series de televisión
| Año         | Título                | Personaje                 | Notas                            |
| ----------- | --------------------- | ------------------------- | -------------------------------- |
| 2017        | Home and Away         | Dr. Lang                  | episodio # 1.6756                |
| 2017        | Top of the Lake       | Sylvia                    | episodio "Who's Your Daddy?"     |
| 2017        | Pulse                 | Lucia                     | episodio # 1.1                   |
| 2016        | Doctor Doctor         | Jill                      | 2 episodios                      |
| 2016        | Rake                  | Josephine                 | episodio # 4.1                   |
| 2014        | Old School            | Carmen Gabban             | episodio "Easy Money"            |
| 2014        | Janet King            | Gillian Warden            | episodio "Natural Justice"       |
| 2013        | Camp                  | Consejera                 | episodio "Pilot"                 |
| 2012        | Event Zero            | Pamela                    | -                                |
| 2011        | Crownies              | Gillian Warden            | 2 episodios                      |
| 2008        | Cops: L.A.C.          | Alison Bristow            | episodio "Old Love"              |
| 2010        | Packed to the Rafters | Penny Mallory             | episodio "When Worlds Collide"   |
| 2010        | The Pacific           | Mama Karamanlis           | episodio "Melbourne" - miniserie |
| 2009        | The Cut               | Goth Skater               | episodio "A Falcon's Tail"       |
| 2008        | Out of the Blue       | Pia Jones                 | 58 episodios                     |
| 2006        | Monarch Cove          | Justine                   | 2 episodios                      |
| 2004        | Fireflies             | Kim Porter                | episodio "Sons and Lovers"       |
| 2000 - 2003 | Grass Roots           | Liz Murray                | 18 episodios                     |
| 2002        | White Collar Blue     | Mrs. Zenopoulos           | episodio # 1.7                   |
| 2000 - 2001 | All Saints            | Sarah Adams               | 5 episodios                      |
| 1999        | Dog's Head Bay        | Pauline                   | episodio "The Birthday Boy"      |
| 1999        | Murder Call           | Dra. Constance Young      | episodio "A Blow to the Heart"   |
| 1998        | Wildside              | Karen Begbie              | episodio # 1.32                  |
| 1997        | Good Guys Bad Guys    | Skye Rinker               | 2 episodios                      |
| 1995 - 1996 | G.P.                  | Dra. Sonia Kapek          | 35 episodios                     |
| 1994        | Hertland              | Shelley                   | miniserie                        |
| 1990        | The Flying Doctors    | Mandy Sinclair            | episodio "Life Line"             |
| 1989        | Acropolis Now         | Stella Hatzidimitropoulos | episodio "The Proxy Blues"       |
| 1986        | Studio 86             | -                         | 2 episodios                      |

### Películas
| Año  | Título                            | Personaje              | Notas                                                                                              |
| ---- | --------------------------------- | ---------------------- | -------------------------------------------------------------------------------------------------- |
| 2016 | Three                             | Claire                 | junto a Genna Chanelle Hayes & Sophie Webb                                                         |
| 2016 | SFv1                              | Rominja                | junto a Isabel Lucas, Kellan Lutz, Daniel MacPherson, Luke Ford, Bren Foster & Temuera Morrison    |
| 2015 | Terminus                          | Dra. Jenkins           | junto a Todd Lasance, Bren Foster, Katherine Hicks e Steve Le Marquand                             |
| 2015 | Alex & Eve                        | Chloe                  | junto a Ryan O'Kane, Andrea Demetriades, Ryan O'Kane, Tony Nikolakopoulos & Andy Trieu             |
| 2015 | Airlock                           | Leanne Ashbrook        | junto a Mark Coles Smith, Dwaine Stevenson, Kristy Best, Dean Kyrwood & Brendan Clearkin           |
| 2014 | Grace Under Water                 | Lou                    | corto - junto a Lola Carlton, John Howard & Colette Mann                                           |
| 2014 | Surviving Bug                     | Sue                    | corto - junto a Holly Summers Clarke, Marlowe Fraser, Genna Chanelle Hayes & Martin Dingle Wall    |
| 2014 | The Little Death                  | Doctora Barnes         | junto a Bojana Novakovic, Josh Lawson, Damon Herriman, Lachy Hulme, Patrick Brammall & Lisa McCune |
| 2013 | The Kiss                          | Mujer                  | corto - junto a David Collins                                                                      |
| 2013 | Mystery Road                      | -                      | junto a Hugo Weaving, Jack Thompson, Ryan Kwanten, Damian Walshe-Howling & Robert Mammone          |
| 2013 | Blinder                           | Ally                   | junto a Anna Hutchison, Rose McIver, Bob Morley, Angus Sampson, Oliver Ackland & Aaron Jakubenko   |
| 2012 | Event Zero                        | Pamela                 | -                                                                                                  |
| 2012 | Not Suitable for Children         | Técnica de Laboratorio | junto a Ryan Kwanten, Ryan Corr, Bojana Novakovic & Daniel Henshall                                |
| 2011 | The Last Time I Saw Michael Gregg | -                      | junto a Cate Blanchett, Rhys Muldoon, Essie Davis, Glenn Hazeldine & Damon Herriman                |
| 2011 | Family Values                     | Madre                  | corto - junto a Ryan Johnson & Alan Lovell                                                         |
| 2011 | Throw Away the Key                | Periodista             | corto - junto a Nicholas Boshier & Sarina Reisinger                                                |
| 2011 | I Spy                             | Jo                     | corto - junto a Christian Antidormi, Alexander Graham, Emmanuelle Mattana & Milan Monk             |
| 2010 | Good As New                       | Madre                  | corto - junto a Basia A'Hern & Jan Langford Penny                                                  |
| 2008 | The Black Balloon                 | Madre de Russell       | junto a Rhys Wakefield, Luke Ford, Toni Collette, Erik Thomson & Gemma Ward                        |
| 2007 | Back Seat                         | Beverly                | junto a Lille Madden & Lily Shearer                                                                |
| 2003 | Lucy                              | Lolita De Acha         | junto a Rachel York, Danny Pino, Ann Dowd & Madeline Zima                                          |
| 2001 | My Husband My Killer              | Lydia Iurman           | junto a Colin Friels, Martin Sacks, Geoff Morrell, Chris Haywood & Craig McLachlan                 |
| 2001 | Midas                             | Narradora              | corto - junto a Jason Chatwin, Hannah Colless & Mike Miller                                        |
| 2000 | Favou tous Ellines...             | Nicki                  | junto a Ron Haddrick, Lakis Lazopoulos, John Bluthal, Claudia Buttazzoni & Tasso Kavadia           |
| 1998 | The Picture Woman                 | Viajera                | corto - junto a Arianthe Galani, Holly Bradridge, Jana Bolt & Marie Andersen                       |
| 1998 | The Kiss                          | Sue                    | corto - junto a Peter Brown & Hugo Weaving                                                         |
| 1996 | Brilliant Lies                    | Katy Connor            | junto a Anthony LaPaglia, Gia Carides, Ray Barrett & Michael Veitch                                |
| 1994 | Police Rescue                     | Lorrie 'Flash' Gordon  | junto a Gary Sweet, Steve Bastoni, Tammy MacIntosh, Cate Blanchett & Sonia Todd                    |
| 1994 | Fuckwit                           | Shannon                | corto - junto a Daniel Krige, Ken Bromilow & Kirsten Mulholland                                    |
| 1994 | Gino                              | Lucia Petri            | junto a Nicholas Bufalo, Bruno Lawrence, Graeme Blundell & David Wenham                            |
| 1993 | Shotgun Wedding                   | Helen Llewellyn        | junto a Aden Young, Max Cullen, Marshall Napier & Bill Hunter                                      |
| 1992 | Seeing Red                        | Red                    | junto a Tony Llewellyn-Jones, Hugh Llewellyn-Jones, David Wenham & David Field                     |
| 1992 | Mad Bomber in Love                | Rebecca                | junto a Craig Pearce, Craig McLachlan, Marcus Graham & Max Cullen                                  |
| 1990 | Death in Brunswick                | Sophie Papafogos       | junto a Sam Neill, Deborah Kennedy, John Clarke & Doris Younane                                    |
| 1988 | Sands of the Bedouin              | -                      | junto a Tony Bonner, Michael Pate & Chard Hayward                                                  |
| 1988 | Kadaicha                          | Gail Sorensen          | junto a Deborah Kennedy, Tom Jennings, Kerry McKay & Natalie McCurry                               |

### Directora, escritora, productora y editora
| Año  | Título                  | Notas                                             |
| ---- | ----------------------- | ------------------------------------------------- |
| 2011 | Bare Boards Brave Heart | obra - directora                                  |
| 2010 | Stories from the 428    | obra - directora                                  |
| 2010 | Good As New             | corto - colaboradora de dirección & co-productora |
| 2010 | Not Even a Mouse        | corto - directora, escritora & editora            |

### Teatro
| Año        | Obra                        | Personaje | Director (a)           | Teatro               | Notas                                                                |
| ---------- | --------------------------- | --------- | ---------------------- | -------------------- | -------------------------------------------------------------------- |
| 2011       | I Do Not Like Thee, Dr Fell | -         | Maeliosa Stafford      | -                    | junto a Patrick Connolly, Alan Faulkner, Peter McCallum & Andy Soffe |
| 2010       | The Seagull                 | -         | Kate Gaul              | Sidetrack Theatre    | junto a Nicholas Papademetriou, Matthew Edgerton & Lincoln Hall      |
| 2009       | Tot Mom                     | -         | Steven Soderbergh      | Wharf Theatre        | junto a Essie Davis, Wayne Blair, Rhys Muldoon & Damon Herriman      |
| 2007       | Anna in the Tropics         | Conchita  | Nicholas Papademetriou | -                    | junto a Lani Tupu, Dina Panozzo, Radek Jonak & Steve Vella           |
| 2010       | A Delicate Egg              | -         | Brett Danalake         | Darlinghurst Theatre | junto a Malcolm Frawley & Stephanie Marsden                          |
| 2010       | Grounds For Marriage        | Penelope  | Nicholas Papademetriou | Sidetrack Theatre    | junto a Chris Argirousis, Petrina Edge & Nicholas Kokinidis          |
| 2006       | The Suitors                 | Penelope  | Craig Ilott            | Old Fitz. Theatre    | junto a Simon Aylott, Patrick Brammall & John Leary                  |
| 2005       | Love Letters                | -         | John Clark             | Parade Theatre       | junto a Justine Clarke, Max Gillies, Marcus Graham & Noni Hazlehurst |
| 2005       | Influence                   | Zehra     | Bruce Myles            | Drama Theatre        | junto a John Waters, Vanessa Downing & Genevieve Hegney              |
| 2002       | The Vagina Monologues       | -         | Caroline Stacey        | Scott Theatre        | junto a Amanda Blair & Libbi Gorr                                    |
| 1999       | The Wound                   | -         | Lex Marinos            | Enmore Theatre       | junto a Jenny Apostolou, Helen Dallas & Nicholas Mitsakis            |
| 1998       | The Idiot                   | -         | Rodney Fisher          | -                    | junto a Essie Davis, Lech Mackiewicz & Greg Ulfan                    |
| 1991       | The Diver                   | -         | Russell Thomson        | Belvoir St. Theatre  | junto a Michael Butcher, Sancia Robinson & Elspeth MacTavish         |
| 1989, 1990 | Greek Tragedy               | -         | -                      | Church Hill Theatre  | junto a Adam Hatzimanolis, Nicholas Papademetriou & George Spartels  |
| 1990       | Fish Wednesday              | -         | Lex Marinos            | Belvoir St. Theatre  | junto a Rose Clemente & Luke Simon                                   |
| 1988       | Blood Brothers              | -         | Danny Hiller           | York Theatre         | junto a Bob Baines, Peter Cousens, Russell Crowe & Phillip Jones     |
| 1987       | Biloxi Blues                | -         | Jon Ewing              | Bridge Theatre       | junto a Marcus Graham, Miles Buchanan & James Oxenbould              |
| 1984       | The Bang-An Atomic Musical  | -         | Jai McHenry            | Sidetrack Theatre    | junto a Silvio Ofria, Fiona Press & Anne-Marie Wiles                 |

## Premios y nominaciones
| Año  | Categoría                         | Premio    | Películas      | Resultado |
| ---- | --------------------------------- | --------- | -------------- | --------- |
| 1996 | Best Actress in a Supporting Role | AFI Award | Brilliant Lies | Nominada  |